# Chalet Díaz

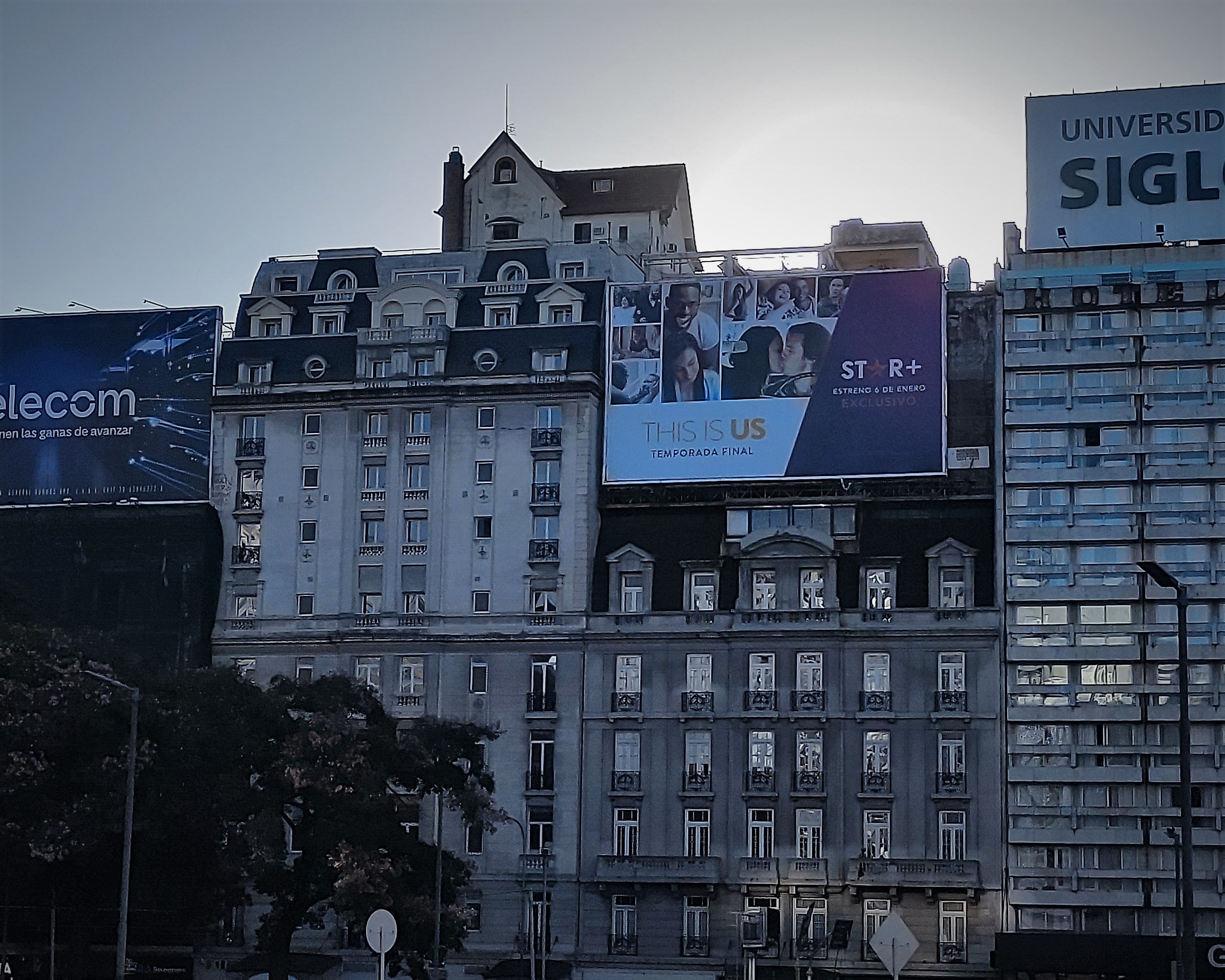
Chalet Diaz

El chalet Díaz, en Sarmiento 1113/17, barrio de San Nicolás, Buenos Aires, Argentina, es una casa-chalet de estilo normando, construida en 1927 sobre la terraza de un edificio de nueve pisos en el cual funcionó una de las más grandes mueblerías del país, "Muebles Díaz".
Al estar a metros de la avenida 9 de julio, se lo conoce también como el chalecito o  casita de la 9 de Julio. Cuando levantan la vista hacia arriba en las cercanías del Obelisco de Buenos Aires, situado a menos de 200 metros, la insólita construcción llama la atención tanto de los propios habitantes de Buenos Aires como de los turistas que visitan la ciudad.
En 2014 fue declarado Patrimonio Cultural de la ciudad de Buenos Aires.

## Historia

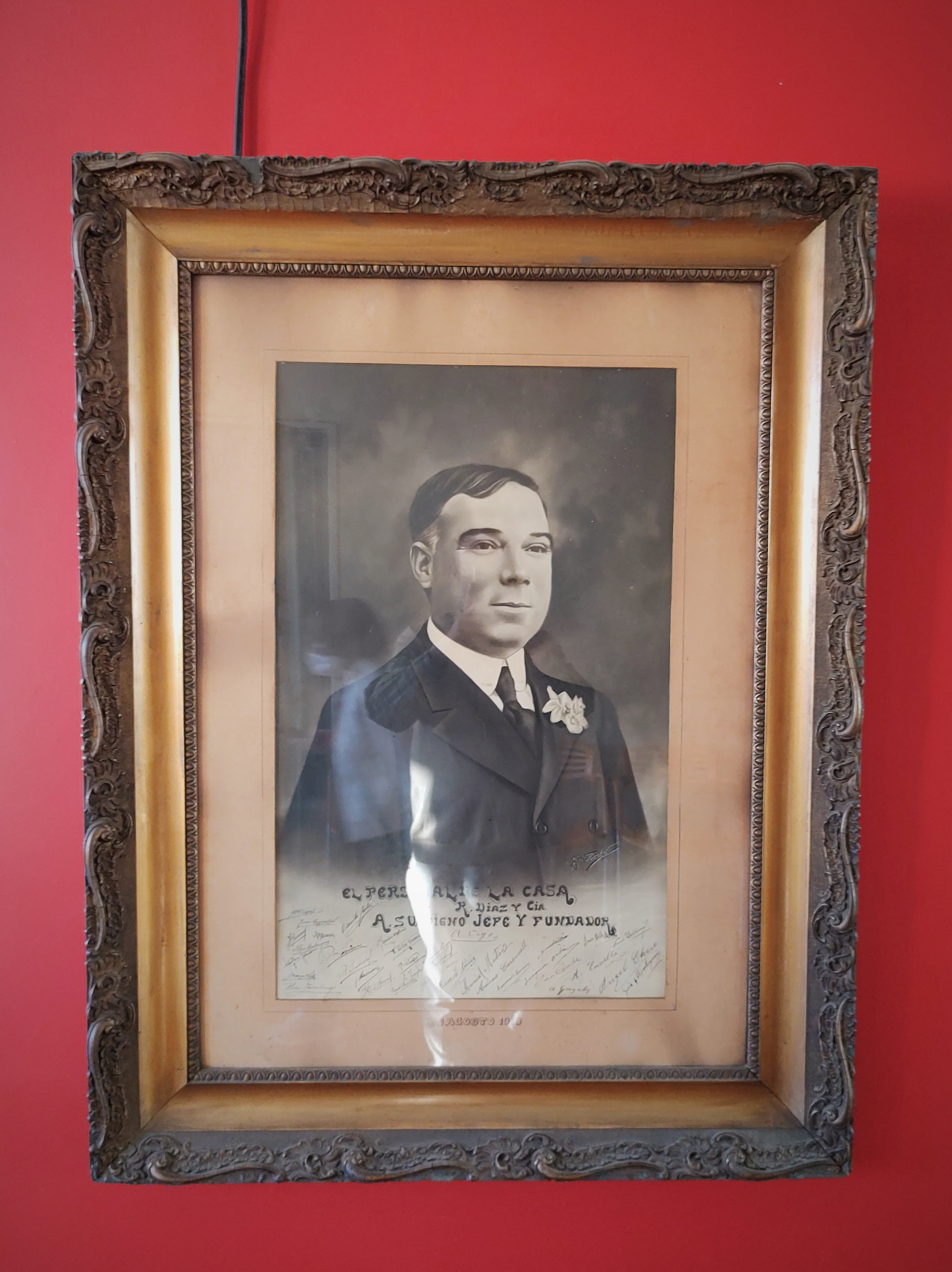
Rafael Díaz

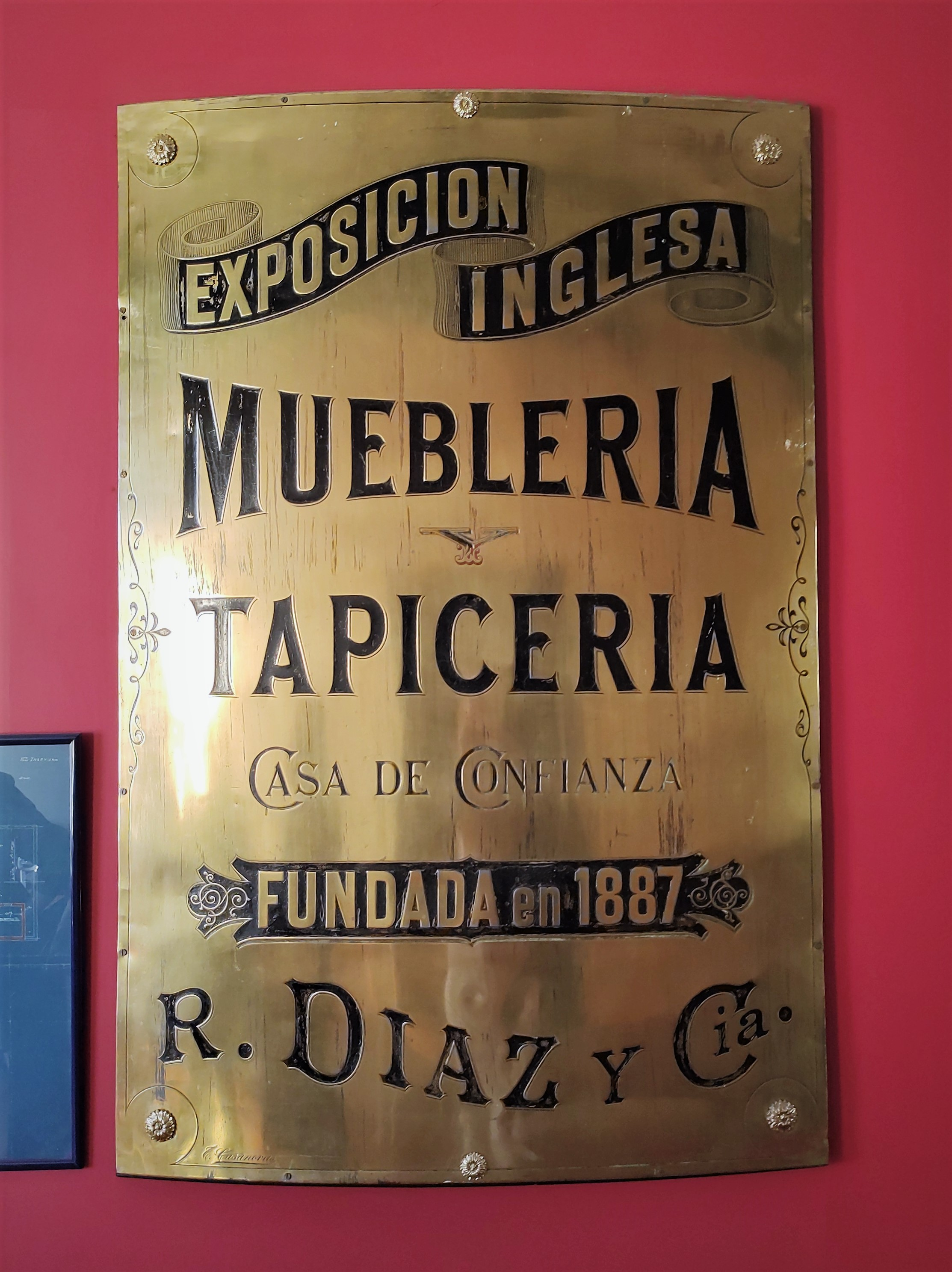
Mueblería R. Díaz y Cia

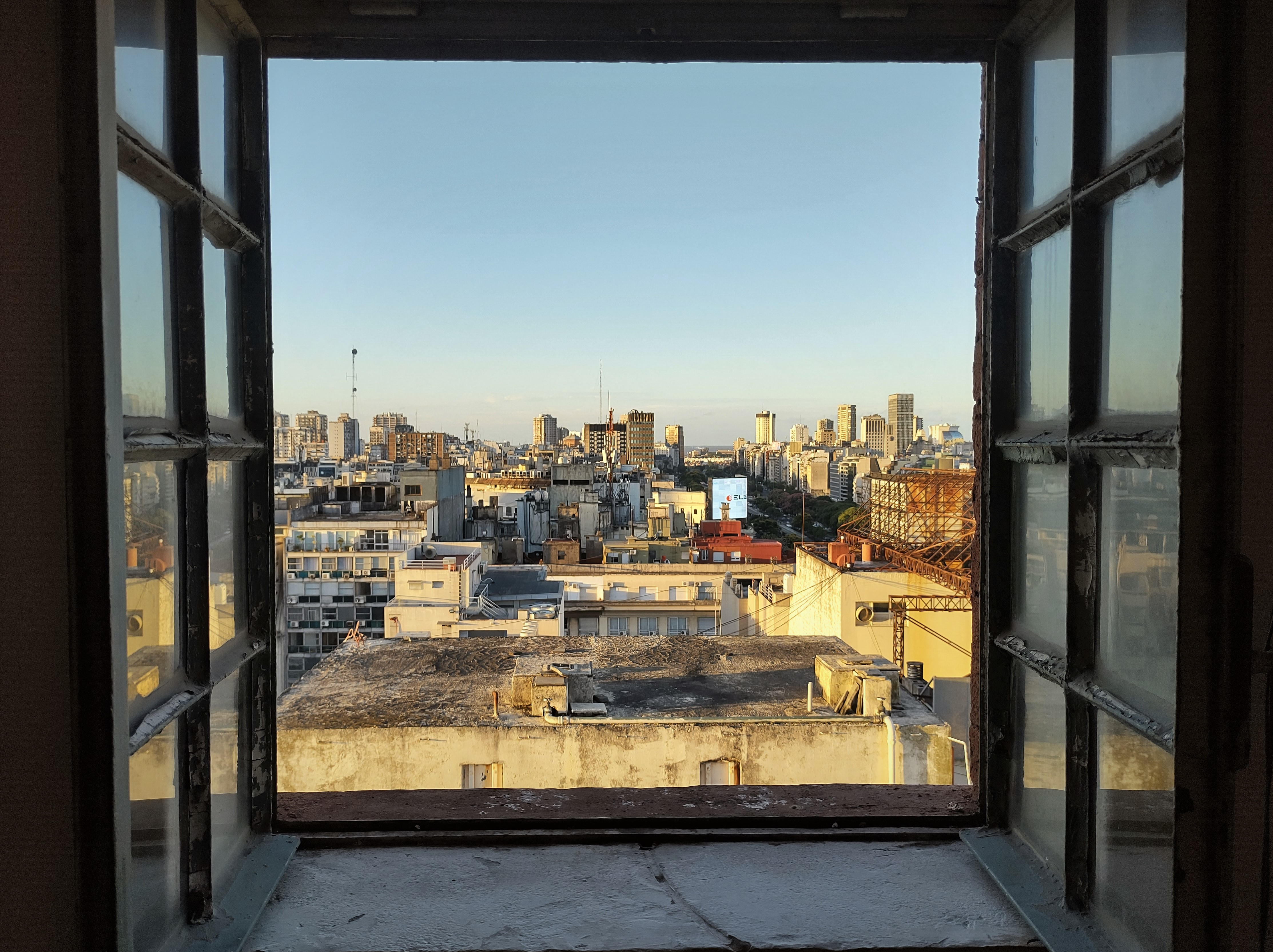
Una de las vistas desde el chalet

La historia del chalet está relacionada con Rafael Díaz, su creador. En 1886, con 14 años de edad, llegó de Sevilla, España, y junto a su madre trabajó en los negocios de telas de Once, pero luego cambió de rubro y comenzó a trabajar en mueblerías, hasta que decidió abrir su fábrica propia, Muebles Díaz.
Primero estuvo en un edificio de 5 pisos en la actual calle Sarmiento (en esa época llamada "Cuyo"), en el 1155, que en ese momento era el lugar donde abundaban las mueblerías. Luego se trasladó a un edificio de nueve pisos que construyó en la misma calle, pero al 1113/17. Cada piso conformaba un muestrario de distintos muebles orientados a la clase media, en el primero se exhibían habitaciones de niñas, en el segundo las de niño y en el tercero las matrimoniales. Los muebles pensados para casas de campo y oficinas ocupaban otros de los nueve pisos. Llegó a tener una emisora de radio llamada LOK Radio Mueblería Díaz, que con los años se convertiría en Radio Rivadavia. La antena estuvo ubicada en el mismo edificio.
Como tardaba demasiado en volver a su casa de Banfield decidió, en 1926, construir un chalet en la azotea para almorzar y dormir la siesta cerca de su oficina, y aprovechar para estar con sus hijos. Como era un amante de la ciudad balnearia de Mar del Plata, se inspiró en los chalets de esa ciudad para realizar la casa, que se concluyó en 1927. Aprovechando la notoriedad que tuvo esta construcción, instaló un cartel publicitario de "Mueblería Díaz" que aparece en decenas de fotografías de la época.
Rafael falleció en el año 1968 y la mueblería cerró en 1985. En la década del 70 sus herederos decidieron poner en alquiler los pisos del edificio que habían sido parte de la mueblería, y alquilaron el chalet, que se convirtió por un tiempo en el estudio de un fotógrafo. También funcionó como comedor de las oficinas.
En 2014, fue declarado patrimonio cultural de la Ciudad de Buenos Aires, por lo que actualmente no puede ser modificado sin previa intervención de la Secretaría de Cultura.
Hacia 2021, tras la pandemia de Covid 19, más de la mitad de sus oficinas en alquiler quedaron vacías. Sus actuales dueños, entre ellos Diego Sethson, bisnieto de Rafael Díaz (quien representa a la mayoría de los accionistas), pensaron entonces en convertirlo en un polo gastronómico-cultural.

## Descripción

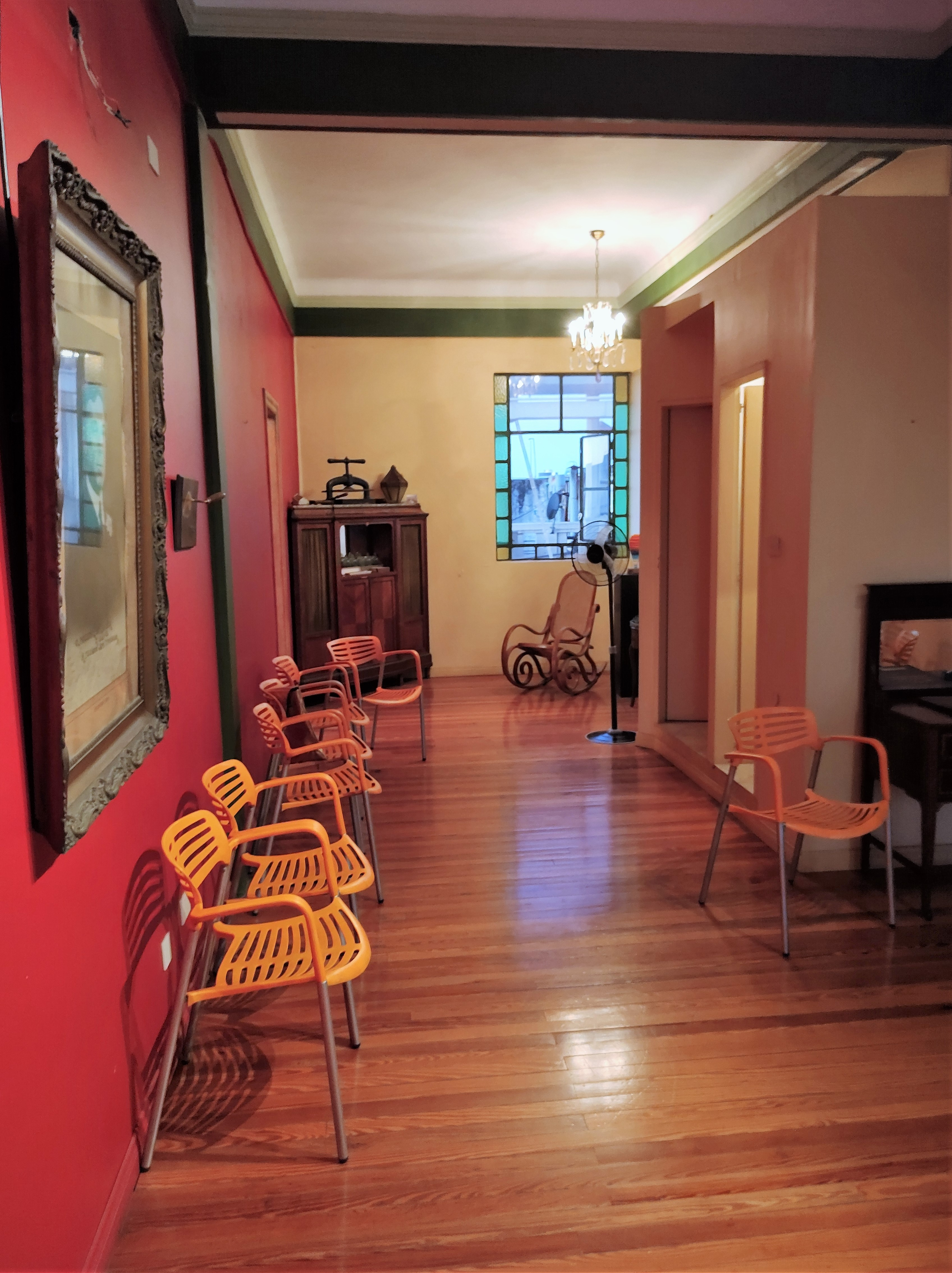
Ambiente principal

La propiedad, está retirada de la línea municipal y mira hacia la calle Sarmiento, no obstante es mucho mejor observable desde la avenida 9 de Julio.
De estilo normando, el chalet tiene unos 200 metros cuadrados repartidos en dos pisos, con cinco habitaciones, un altillo y una terraza. El techo es de teja francesa. El ascensor del edificio tiene solo botones para subir a los primeros nueve pisos, para llegar al décimo y así, para acceder al chalet, se necesita una llave especial.
Se destacan en él los pisos originales de pinotea, así como también son originales las puertas, las ventanas y las escaleras. Conserva numerosos objetos de la vida cotidiana de su dueño original, como mesas o aparadores de su propia creación, arañas de principios del siglo XX y los pisos originales de cerámica en el primer piso y en el altillo.  Hacia todos lados se ven vistas espectaculares de las construcciones más importantes de la ciudad, entre ellas el Obelisco, el Congreso de La Nación y el Palacio Barolo.

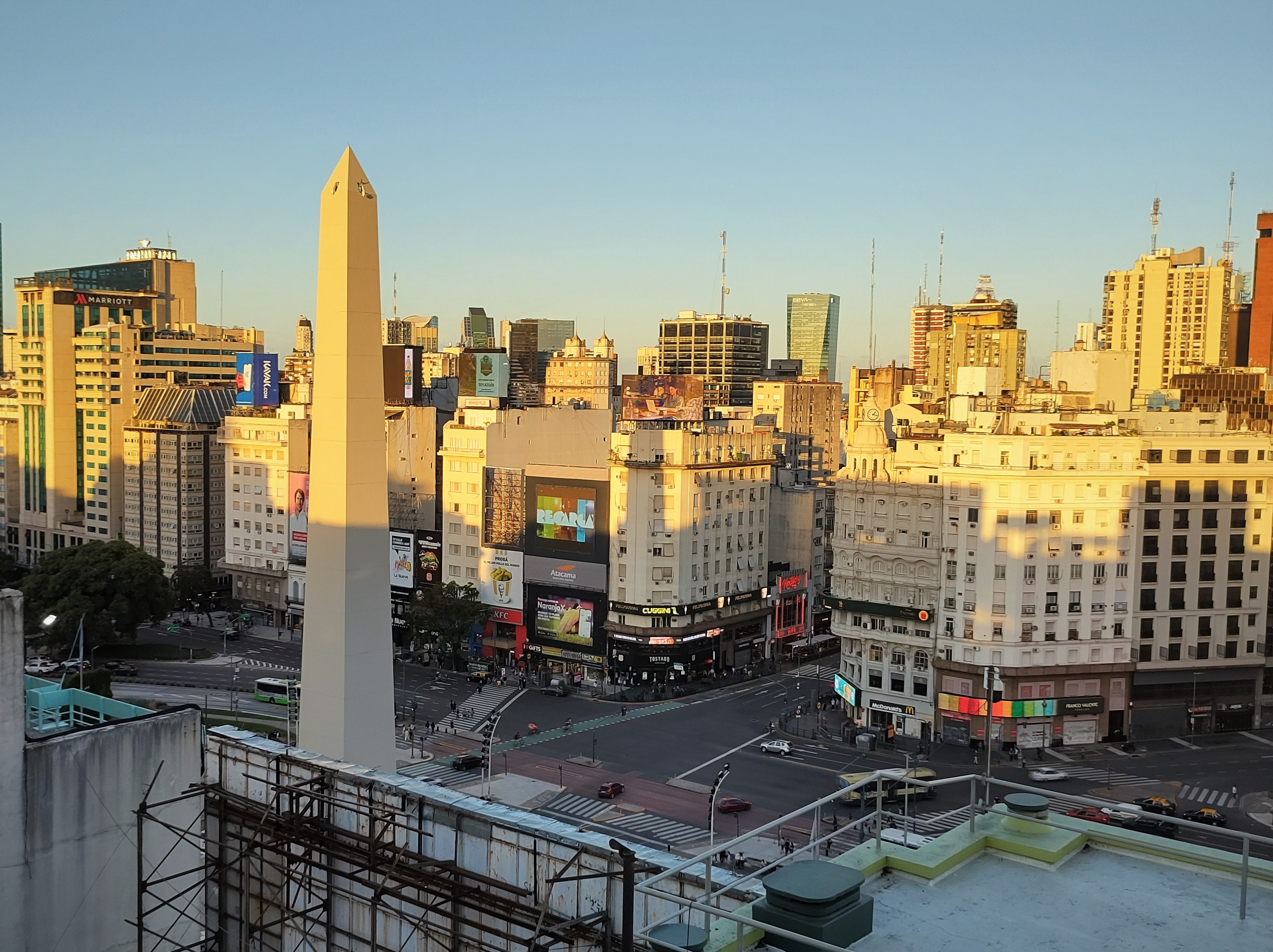
Vista hacia el Obelisco
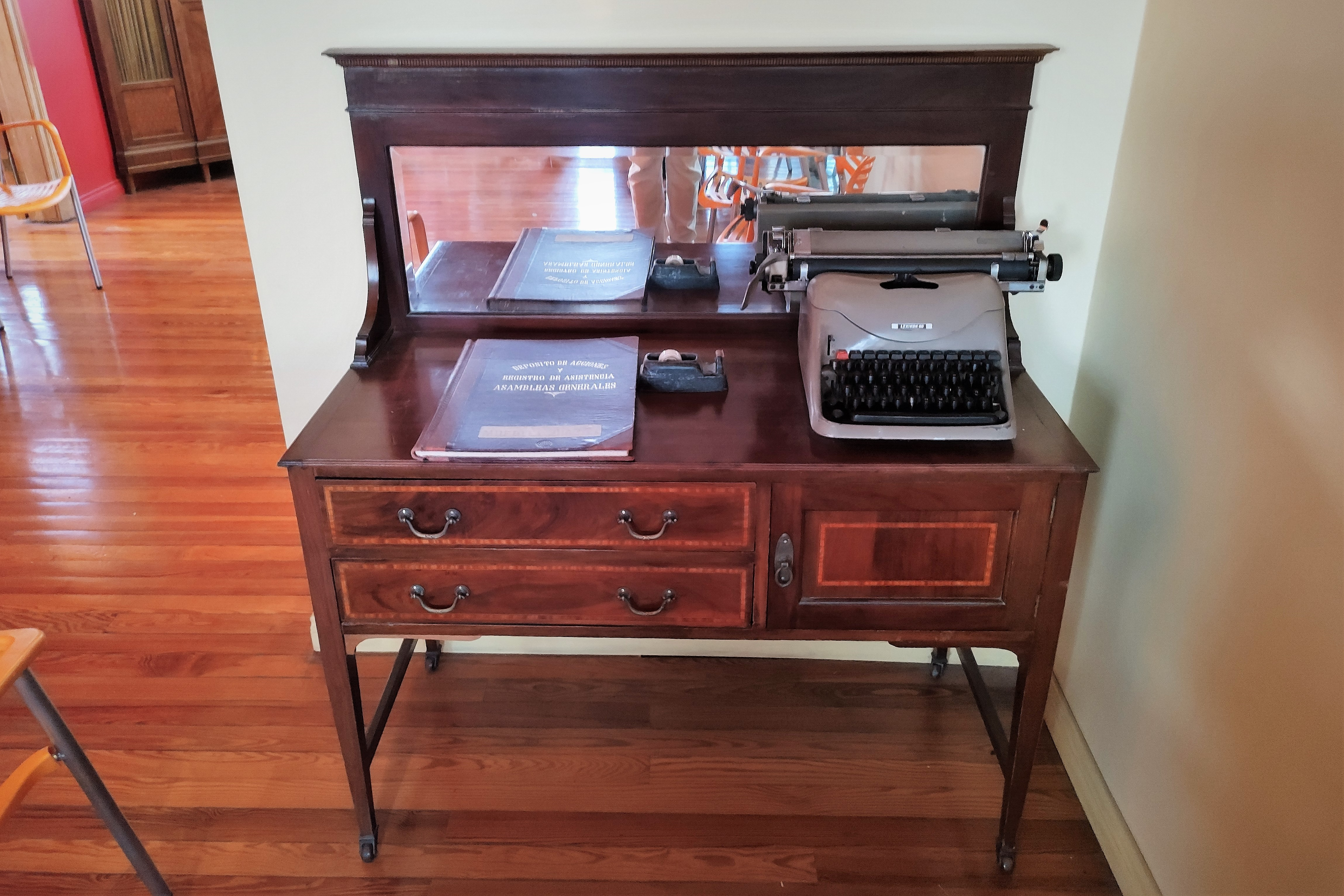
Artefactos y muebles originales de la Casa Díaz
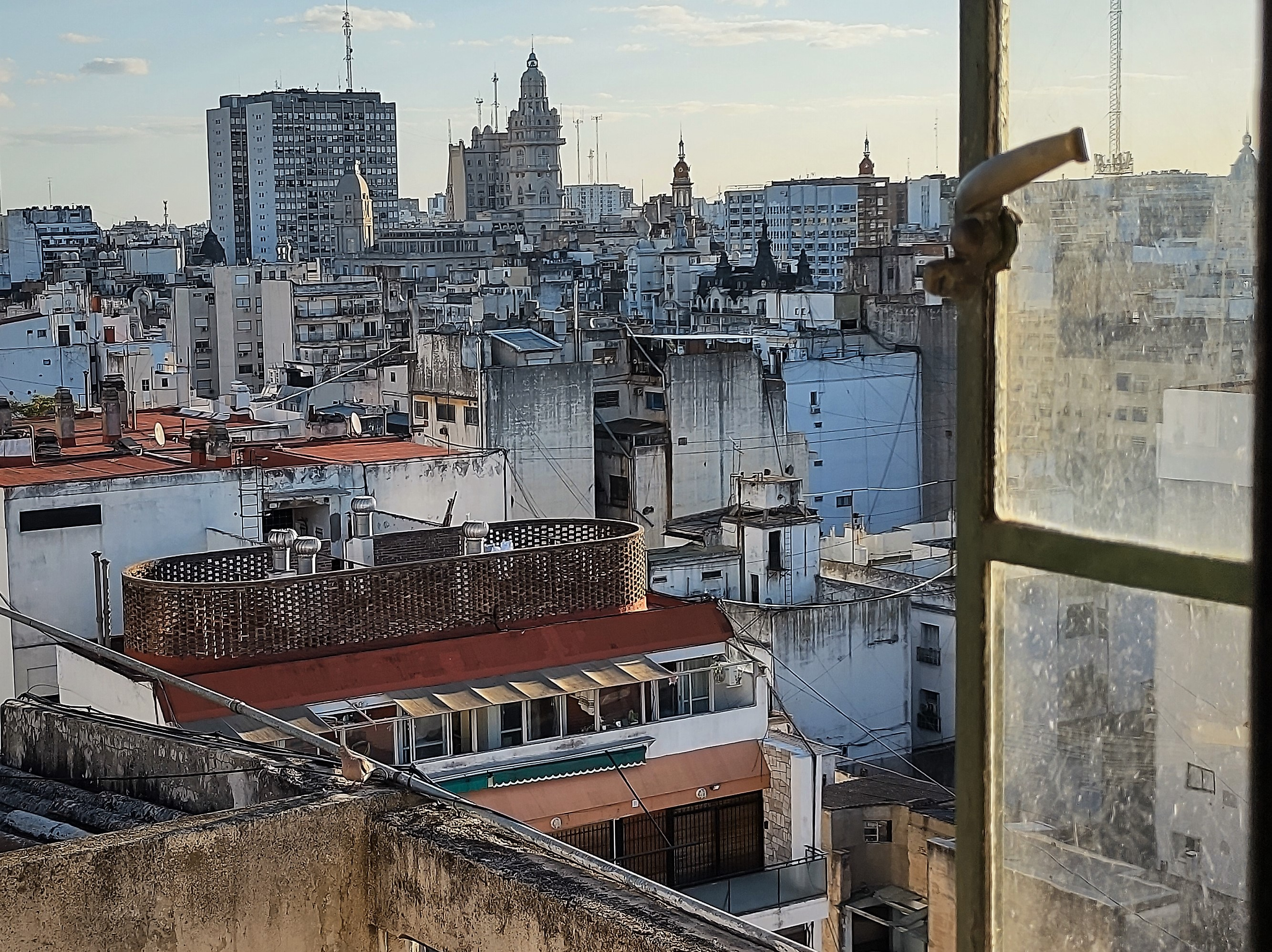
Vista hacia el Pasaje Barolo
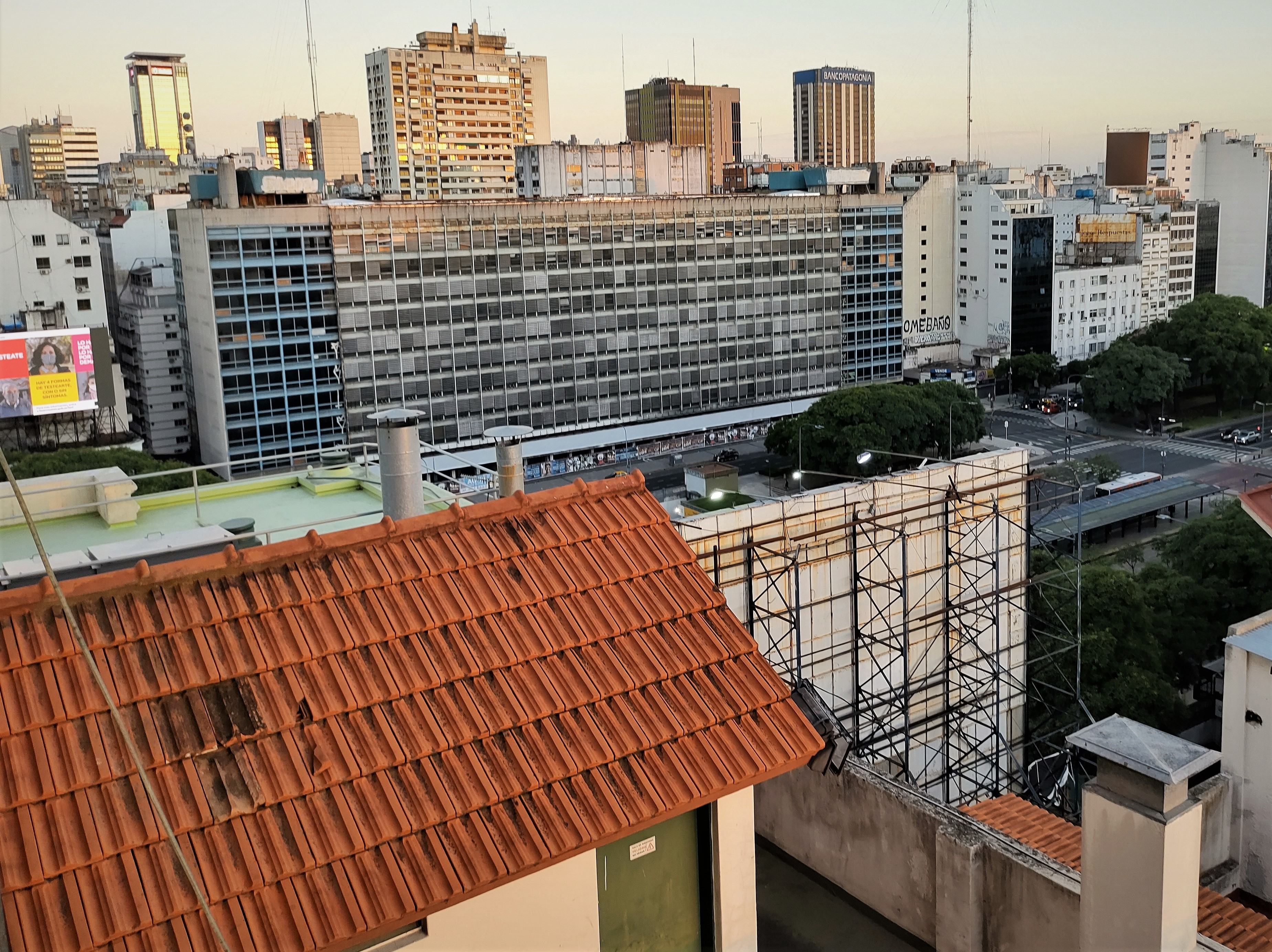
Techo de tejas del chalet, al fondo, Edificio del Plata
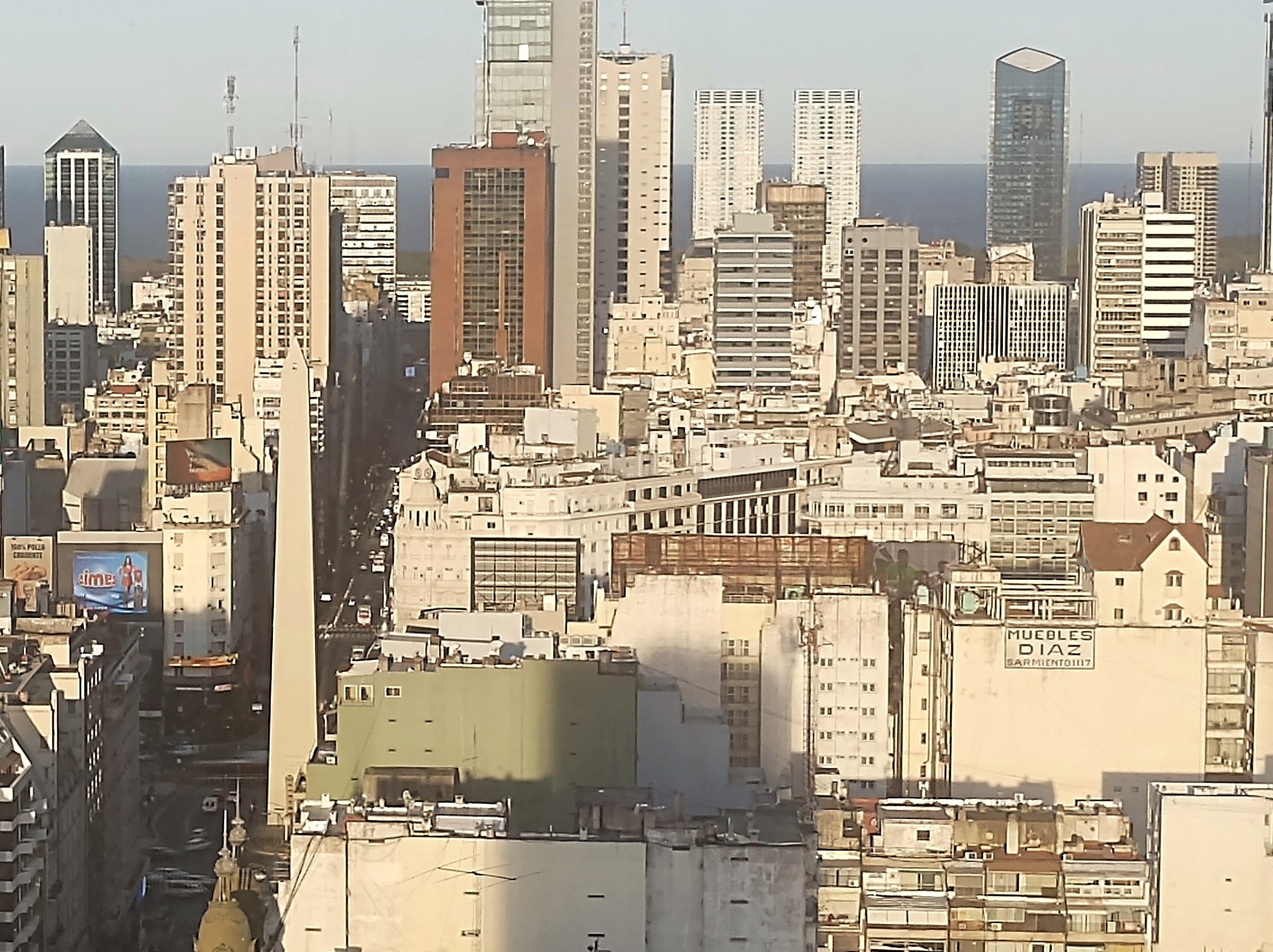
Vista conjunta del Chalet y el Obelisco